# Herz Jesu (Zweckel)

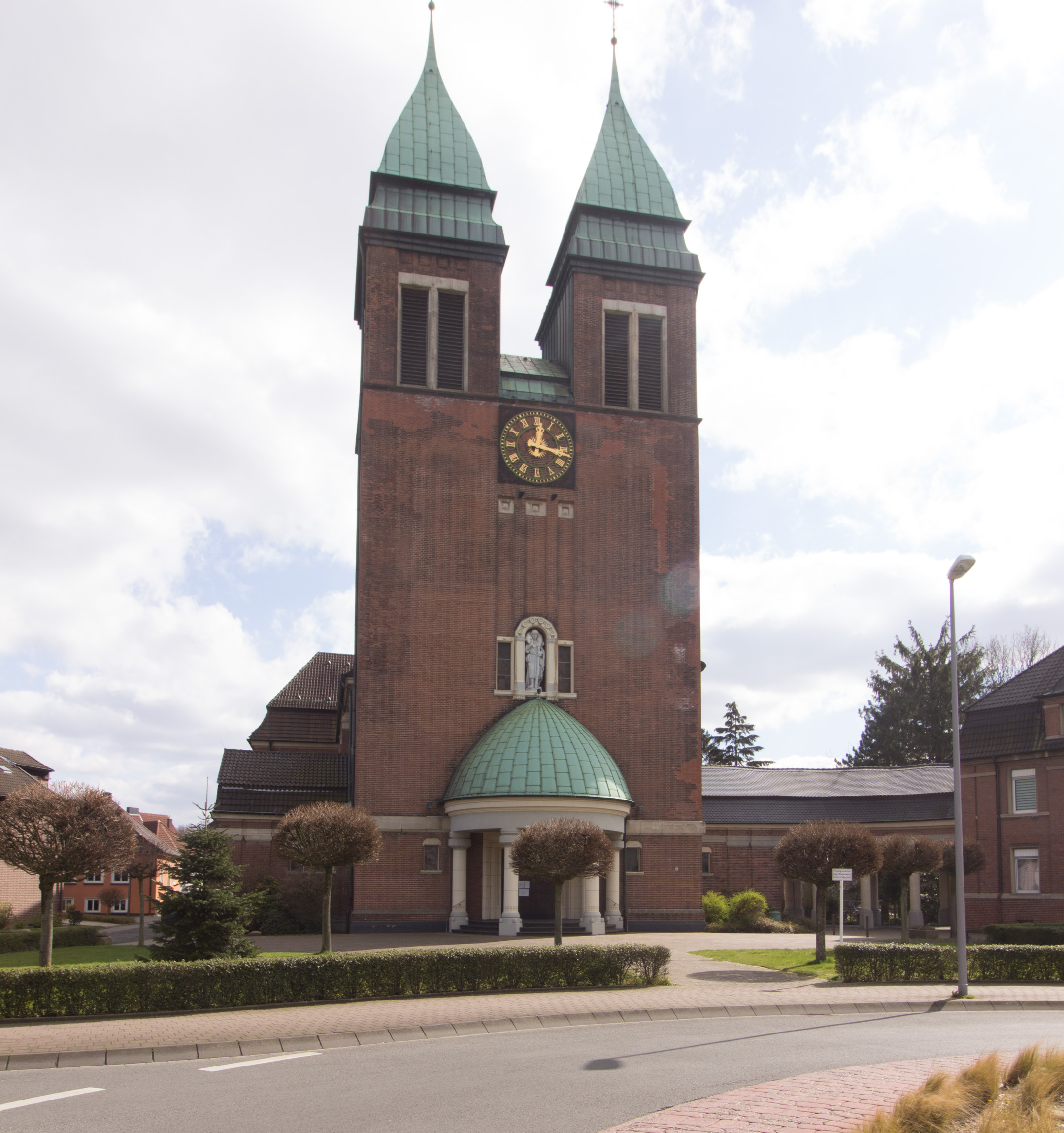
Herz Jesu (Zweckel)

Die römisch-katholische, denkmalgeschützte Pfarrkirche des Bistums Essen Herz Jesu steht in Zweckel, einem Stadtteil von Gladbeck im Kreis Recklinghausen (Nordrhein-Westfalen).

## Beschreibung
Die neobarocke Kreuzbasilika aus Backsteinen wurde von 1912 bis 1915 nach einem Entwurf von Ludwig Becker in Zusammenarbeit mit Wilhelm Sunder-Plassmann gebaut. Nach den Zerstörungen im Zweiten Weltkrieg wurde sie bis 1949 wieder aufgebaut. Sie besteht aus einem Langhaus, einem Querschiff vor dem eingezogenen halbrund geschlossenen Chor in Breite des Mittelschiffs im Osten und einer Doppelturmfassade im Westen, in der sich das Portal befindet, vor dem ein steinerner Baldachin auf Säulen steht. 
Der Innenraum des Mittelschiffs ist mit einem Tonnengewölbe aus Rabitz überspannt. Zur Kirchenausstattung gehören ein Altarretabel aus der Werkstatt von Ferdinand Langenberg, in das ein barockes Drehtabernakel einbezogen wurde, ferner ein Gemälde von Peter Heinrich Windhausen. Die Fenster in den Seitenschiffen, 1963 von Egbert Lammers geschaffen und von der Firma Peters in Bottrop ausgeführt, stellen sechs Sakramente dar; die Eucharistie wird durch den Altar verkörpert.  
Die größte Orgel Gladbecks auf der Empore über dem Eingang hat 45 Register auf drei Manualen und Pedal und wurde 1973 von Franz Breil für die Pfarrkirche St. Mariä Himmelfahrt in Gelsenkirchen-Rotthausen erbaut. Nach Schließung der Kirche 2007 (siehe Information zur Kirchenschließung), wurde sie von Orgelbau Simon nach Zweckel umgesetzt.
Ein Gedenkstein am südlichen Seitenschiff und ein Stolperstein vor der Kirche erinnern an Bernhard Poether, der von 1936 bis 1939 Kaplan an Herz Jesu war und sich besonders um die bei den Nationalsozialisten als "Staatsfeinde" geltenden Ruhrpolen kümmerte. Er wurde 1941 in Bottrop verhaftet und starb 1942 im Konzentrationslager Dachau. Das Gemeindeheim trägt seinen Namen.